# 47
Il 47 (XLVII in numeri romani) è un anno  del I secolo.

## Eventi

### Impero romano
- L'imperatore Claudio fa della Tracia una provincia romana.
- Claudio ripristina a pieno regime la magistratura del consolato e i ludi saeculares. Inoltre riorganizza l'ordine degli aruspici, aumentando il numero dei membri fino a 60.
- Gneo Domizio Corbulone viene nominato comandante dell'esercito romano nella Germania inferiore. Corbulo quindi organizza una spedizione militare e prende possesso dei territori controllati dai Cauci, combattendo anche contro Cherusci e Frisi. Gannascus, disertore dell'esercito romano, guida una flotta di pirati Cauci a razziare la costa della Gallia. Corbulo quindi decide di utilizzare contro i pirati la flotta romana di stanza sul fiume Reno. Intanto la rivolta dei Frisoni viene sedata.
- Corbulone ordina la costruzione della Fossa Corbulonis, un canale in grado di collegare il Reno alla Mosa (negli odierni Paesi Bassi).
- Viene eretta la fortificazione di Traiectum nei pressi della foce del Reno. Da questo insediamento nascerà la città di Utrecht.
- Publio Ostorio Scapula diventa governatore della Britannia (in sostituzione di Aulo Plauzio): ora il sud-est dell'isola britannica è una provincia romana, mentre un certo numero di entità statali presenti nella costa meridionale vengono controllate indirettamente tramite il re-cliente Cogidubno (il quale, probabilmente, stabilisce la sua residenza nel Palazzo romano di Fishbourne, vicino Chichester). Ostorio deve subito fronteggiare gravi problemi nel nord della provincia, che però risolve.

## Morti
- Marco Licinio Crasso Frugi, politico romano
- Decimo Valerio Asiatico, politico e militare romano

## Calendario
| Calendario 47 | Calendario 47 | Calendario 47 | Calendario 47 | Calendario 47 | Calendario 47 | Calendario 47 | Calendario 47 | Calendario 47 | Calendario 47 | Calendario 47 | Calendario 47 | Calendario 47 | Calendario 47 | Calendario 47 | Calendario 47 | Calendario 47 | Calendario 47 | Calendario 47 | Calendario 47 | Calendario 47 | Calendario 47 | Calendario 47 | Calendario 47 | Calendario 47 | Calendario 47 | Calendario 47 | Calendario 47 | Calendario 47 | Calendario 47 | Calendario 47 | Calendario 47 | Calendario 47 |
| ------------- | ------------- | ------------- | ------------- | ------------- | ------------- | ------------- | ------------- | ------------- | ------------- | ------------- | ------------- | ------------- | ------------- | ------------- | ------------- | ------------- | ------------- | ------------- | ------------- | ------------- | ------------- | ------------- | ------------- | ------------- | ------------- | ------------- | ------------- | ------------- | ------------- | ------------- | ------------- | ------------- |
|               | 1             | 2             | 3             | 4             | 5             | 6             | 7             | 8             | 9             | 10            | 11            | 12            | 13            | 14            | 15            | 16            | 17            | 18            | 19            | 20            | 21            | 22            | 23            | 24            | 25            | 26            | 27            | 28            | 29            | 30            | 31            |               |
| Gennaio       | Do            | Lu            | Ma            | Me            | Gi            | Ve            | Sa            | Do            | Lu            | Ma            | Me            | Gi            | Ve            | Sa            | Do            | Lu            | Ma            | Me            | Gi            | Ve            | Sa            | Do            | Lu            | Ma            | Me            | Gi            | Ve            | Sa            | Do            | Lu            | Ma            |               |
| Febbraio      | Me            | Gi            | Ve            | Sa            | Do            | Lu            | Ma            | Me            | Gi            | Ve            | Sa            | Do            | Lu            | Ma            | Me            | Gi            | Ve            | Sa            | Do            | Lu            | Ma            | Me            | Gi            | Ve            | Sa            | Do            | Lu            | Ma            |               |               |               |               |
| Marzo         | Me            | Gi            | Ve            | Sa            | Do            | Lu            | Ma            | Me            | Gi            | Ve            | Sa            | Do            | Lu            | Ma            | Me            | Gi            | Ve            | Sa            | Do            | Lu            | Ma            | Me            | Gi            | Ve            | Sa            | Do            | Lu            | Ma            | Me            | Gi            | Ve            |               |
| Aprile        | Sa            | Do            | Lu            | Ma            | Me            | Gi            | Ve            | Sa            | Do            | Lu            | Ma            | Me            | Gi            | Ve            | Sa            | Do            | Lu            | Ma            | Me            | Gi            | Ve            | Sa            | Do            | Lu            | Ma            | Me            | Gi            | Ve            | Sa            | Do            |               |               |
| Maggio        | Lu            | Ma            | Me            | Gi            | Ve            | Sa            | Do            | Lu            | Ma            | Me            | Gi            | Ve            | Sa            | Do            | Lu            | Ma            | Me            | Gi            | Ve            | Sa            | Do            | Lu            | Ma            | Me            | Gi            | Ve            | Sa            | Do            | Lu            | Ma            | Me            |               |
| Giugno        | Gi            | Ve            | Sa            | Do            | Lu            | Ma            | Me            | Gi            | Ve            | Sa            | Do            | Lu            | Ma            | Me            | Gi            | Ve            | Sa            | Do            | Lu            | Ma            | Me            | Gi            | Ve            | Sa            | Do            | Lu            | Ma            | Me            | Gi            | Ve            |               |               |
| Luglio        | Sa            | Do            | Lu            | Ma            | Me            | Gi            | Ve            | Sa            | Do            | Lu            | Ma            | Me            | Gi            | Ve            | Sa            | Do            | Lu            | Ma            | Me            | Gi            | Ve            | Sa            | Do            | Lu            | Ma            | Me            | Gi            | Ve            | Sa            | Do            | Lu            |               |
| Agosto        | Ma            | Me            | Gi            | Ve            | Sa            | Do            | Lu            | Ma            | Me            | Gi            | Ve            | Sa            | Do            | Lu            | Ma            | Me            | Gi            | Ve            | Sa            | Do            | Lu            | Ma            | Me            | Gi            | Ve            | Sa            | Do            | Lu            | Ma            | Me            | Gi            |               |
| Settembre     | Ve            | Sa            | Do            | Lu            | Ma            | Me            | Gi            | Ve            | Sa            | Do            | Lu            | Ma            | Me            | Gi            | Ve            | Sa            | Do            | Lu            | Ma            | Me            | Gi            | Ve            | Sa            | Do            | Lu            | Ma            | Me            | Gi            | Ve            | Sa            |               |               |
| Ottobre       | Do            | Lu            | Ma            | Me            | Gi            | Ve            | Sa            | Do            | Lu            | Ma            | Me            | Gi            | Ve            | Sa            | Do            | Lu            | Ma            | Me            | Gi            | Ve            | Sa            | Do            | Lu            | Ma            | Me            | Gi            | Ve            | Sa            | Do            | Lu            | Ma            |               |
| Novembre      | Me            | Gi            | Ve            | Sa            | Do            | Lu            | Ma            | Me            | Gi            | Ve            | Sa            | Do            | Lu            | Ma            | Me            | Gi            | Ve            | Sa            | Do            | Lu            | Ma            | Me            | Gi            | Ve            | Sa            | Do            | Lu            | Ma            | Me            | Gi            |               |               |
| Dicembre      | Ve            | Sa            | Do            | Lu            | Ma            | Me            | Gi            | Ve            | Sa            | Do            | Lu            | Ma            | Me            | Gi            | Ve            | Sa            | Do            | Lu            | Ma            | Me            | Gi            | Ve            | Sa            | Do            | Lu            | Ma            | Me            | Gi            | Ve            | Sa            | Do            |               |